# Österreichische Fußball-Frauenmeisterschaft 1972/73
Die österreichische Fußball-Frauenmeisterschaft 1972/73 wurde nach einer 35-jährigen Pause einer Meisterschaft im österreichischen Frauenfußball erneut ausgetragen. Sie bestand aus der vierten Auflage einer höchsten Spielklasse (Damenliga Ost – 1. Leistungsstufe) und wurde vom Wiener Fußball-Verband veranstaltet. Meister wurde die Damenmannschaft des Favoritner AC, die damit ihren ersten Titel gewannen.

## Erste Leistungsstufe – Damenliga Ost

### Modus
Jeder spielte gegen jeden zweimal in insgesamt zwei Durchgängen. Ein Sieg wurde mit zwei Punkten belohnt, ein Unentschieden mit einem Zähler.

### Saisonverlauf
Die Liga setzte sich aus sechs Vereinen zusammen. Da der SV Antonshof Rannersdorf zwei Runden vor Schluss ausschied, wurden die beiden Partien SV Antonshof Rannersdorf – SV Kagran sowie DFC Ostbahn XI – SV Antonshof Rannersdorf mit 0:0 und null Punkten beglaubigt.

### Abschlusstabelle
Die Meisterschaft endete mit folgendem Ergebnis:
| Pl.                            | Verein                   | Sp. | S | U | N | Tore    | Diff. | Punkte |
| ------------------------------ | ------------------------ | --- | - | - | - | ------- | ----- | ------ |
| 1.                             | Favoritner AC            | 10  | 9 | 1 | 0 | 096:300 | +93   | 19     |
| 2.                             | USC Landhaus             | 10  | 8 | 1 | 1 | 085:400 | +81   | 17     |
| 3.                             | DFC Ostbahn XI           | 10  | 4 | 1 | 5 | 029:260 | +3    | 09     |
| 4.                             | SV Kagran                | 10  | 3 | 0 | 7 | 006:540 | −48   | 06     |
| 5.                             | SV Antonshof Rannersdorf | 10  | 0 | 3 | 7 | 000:600 | −60   | 03     |
| 6.                             | Gersthofer SV            | 10  | 0 | 2 | 8 | 000:690 | −69   | 02     |
| Stand: Endstand. Quelle: RSSSF |                          |     |   |   |   |         |       |        |

Aufsteiger
- Burgenland: SG USC Halbturn/SC Breitenbrunn
- Niederösterreich: SV Enzesfeld-Hirtenberg, SV Stetteldorf
- Wien: keiner